# Nina Bratchikova
Nina Bratchikova est une joueuse de tennis professionnelle russe et portugaise, née le 28 juin 1985 à Joukovski. Sa surface de prédilection est le dur. Ses entraîneurs sont Paulo Lucas et Andre Lopes.

## Palmarès

### Titre en double dames
Aucun

### Finales en double dames
| No | Date       | Nom et lieu du tournoi        | Catégorie | Dotation  | Surface      | Vainqueures                       | Partenaire          | Score            |          |
| -- | ---------- | ----------------------------- | --------- | --------- | ------------ | --------------------------------- | ------------------- | ---------------- | -------- |
| 1  | 29-09-2008 | Tashkent Open Tachkent        | Tier IV   | 145 000 $ | Dur (ext.)   | Raluca Olaru Olga Savchuk         | Kathrin Wörle       | 5-7, 7-5, [10-7] | Parcours |
| 2  | 18-04-2011 | GP Princesse Lalla Meryem Fès | Intern'l  | 220 000 $ | Terre (ext.) | Andrea Hlaváčková Renata Voráčová | Sandra Klemenschits | 6-3, 6-4         | Parcours |
| 3  | 08-07-2013 | Hungarian Grand Prix Budapest | Intern'l  | 235 000 $ | Terre (ext.) | Andrea Hlaváčková Lucie Hradecká  | Anna Tatishvili     | 6-4, 6-1         | Parcours |

### Titre en double en WTA 125
| No | Date       | Nom et lieu du tournoi | Catégorie | Dotation  | Surface    | Partenaire          | Finalistes                      | Score            |          |
| -- | ---------- | ---------------------- | --------- | --------- | ---------- | ------------------- | ------------------------------- | ---------------- | -------- |
| 1  | 05-11-2012 | Royal Indian Open Pune | WTA 125   | 125 000 $ | Dur (ext.) | Oksana Kalashnikova | Julia Glushko N. Lertcheewakarn | 6-0, 4-6, [10-8] | Parcours |

## Parcours en Grand Chelem

### En simple dames
| Année | Open d'Australie | Open d'Australie | Internationaux de France | Internationaux de France | Wimbledon       | Wimbledon    | US Open                                            | US Open             |
| ----- | ---------------- | ---------------- | ------------------------ | ------------------------ | --------------- | ------------ | -------------------------------------------------- | ------------------- |
| 2012  | 3e tour (1/16)   | Iveta Benešová   | 3e tour (1/16)           | Petra Kvitová            | 1er tour (1/64) | Alizé Cornet | 1er tour (1/64)                                    | Agnieszka Radwańska |
| 2013  | 1er tour (1/64)  | Kirsten Flipkens | 1er tour (1/64)          | Maria Kirilenko          | 1er tour (1/64) | Annika Beck  | Q2 \|\| style="text-align:left" \| Chanel Simmonds |                     |

À droite du résultat, l’ultime adversaire.

### En double dames
| Année | Open d'Australie             | Open d'Australie           | Internationaux de France     | Internationaux de France  | Wimbledon                     | Wimbledon             | US Open                       | US Open                    |
| ----- | ---------------------------- | -------------------------- | ---------------------------- | ------------------------- | ----------------------------- | --------------------- | ----------------------------- | -------------------------- |
| 2012  | 1er tour (1/32) Darija Jurak | J. Gajdošová B. Mattek     | 3e tour (1/8) E. Gallovits   | Sara Errani Roberta Vinci | 1er tour (1/32) A. Tatishvili | Raquel Kops A. Spears | 2e tour (1/16) A. Panova      | Vania King Y. Shvedova     |
| 2013  | 1er tour (1/32) J. Husárová  | V. Dushevina O. Govortsova | 2e tour (1/16) T. Tanasugarn | E. Makarova Elena Vesnina | -                             | -                     | 1er tour (1/32) B. Jovanovski | Liezel Huber N. Llagostera |

Sous le résultat, la partenaire ; à droite, l’ultime équipe adverse.

## Parcours en «Premier Mandatory» et «Premier 5»
Découlant d'une réforme du circuit WTA inaugurée en 2009, les tournois WTA « Premier Mandatory » et « Premier 5 » constituent les catégories d'épreuves les plus prestigieuses, après les quatre levées du Grand Chelem.

### En double dames
| Année                   | Premier Mandatory | Premier Mandatory    | Premier Mandatory    | Premier Mandatory | Premier Mandatory | Premier Mandatory | Premier Mandatory | Premier Mandatory | Premier 5 | Premier 5 | Premier 5 | Premier 5 | Premier 5 | Premier 5 | Premier 5 | Premier 5 | Premier 5  | Premier 5  | Premier 5 | Premier 5 | Premier 5 | Premier 5 |
| Année                   | Indian Wells      | Indian Wells         | Miami                | Miami             | Madrid            | Madrid            | Pékin             | Pékin             | Dubaï     | Dubaï     | Doha      | Doha      | Rome      | Rome      | Canada    | Canada    | Cincinnati | Cincinnati | Tokyo     | Tokyo     | Wuhan     | Wuhan     |
| ----------------------- | ----------------- | -------------------- | -------------------- | ----------------- | ----------------- | ----------------- | ----------------- | ----------------- | --------- | --------- | --------- | --------- | --------- | --------- | --------- | --------- | ---------- | ---------- | --------- | --------- | --------- | --------- |
| 2012                    |                   |                      |                      |                   |                   |                   |                   |                   |           |           |           |           |           |           |           |           |            |            |           |           |           |           |
| 1er tour (1/16) Peschke | Errani Vinci      | 1er tour (1/16) Begu | Hantuchová Radwańska | —                 | —                 | —                 | —                 |                   |           | —         | —         | —         | —         | —         | —         | —         | —          | —          | —         |           |           |           |

N.B. : le nom de la partenaire se trouve sous le résultat ; le nom des ultimes adversaires se trouve à droite.

## Classements WTA en fin de saison

### En simple
| Année | 2000 | 2001 | 2002 | 2003 | 2004 | 2005 | 2006 | 2007 | 2008 | 2009 | 2010 | 2011 | 2012 | 2013 | 2014 |
| Rang  | 925  | 818  | 451  | 425  | 229  | 259  | 234  | 371  | 195  | 214  | 143  | 143  | 85   | 137  | 1244 |

Source : (en) « Classements de Nina Bratchikova », sur le site officiel du WTA Tour

### En double
| Année | 2000 | 2001 | 2002 | 2003 | 2004 | 2005 | 2006 | 2007 | 2008 | 2009 | 2010 | 2011 | 2012 | 2013 | 2014 |
| Rang  | 821  | 715  | 506  | 361  | 218  | 158  | 143  | 188  | 148  | 148  | 139  | 76   | 70   | 90   | 1282 |

Source : (en) « Classements de Nina Bratchikova », sur le site officiel du WTA Tour